# Рунет
Руски Интернет (рус. русский Интернет) или Рунет (рус. Рунет), је део интернета који користи руски језик, укључујући заједницу матерњих говорника руског језика на Интернету и веб-сајтовима. Географски, допире до свих континената, укључујући Антарктик (руски научници на станици Белинсхаузен) али углавном се налази у Русији.
Термин Рунет је сливеница ру (код и за руски језик и за руски интернет домен највишег нивоа) и мреже/нета. Термин је 1997. сковао становник Израела, азербејџански  блогер Рафи Асланбеков (рус. Раффи Асланбеков), познат као „Велики ујак“ у Русији, у својој рубрици „исли великог стрица на руском језику. Термин су популаризовали рани корисници Интернета и укључен је у неколико речника, укључујући правописни речник Руске академије наука, који је уредио В. В. Лопатин 2001.
Домени са високим уделом руског језика укључују .su, .ru, . рф, .ua, .by, .kz.